# Fatsia
Fatsia és un petit gènere de tres espècies d'arbres perennes natius del sud del Japó i Taiwan. Tenen grans fulles palmeades i lobulades de 20-50 cm d'ample, sobre un pecíol de fins a 50 cm de longitud, les seves flors són petites de color crema agrupades en denses umbel·les terminals que es produeixen al final de l'estiu o principi d'hivern, seguits per petits fruits negres.

## Taxonomia
- Fatsia japonica
- Fatsia oligocarpella
- Fatsia polycarpa